# Gibtelecom
Gibtelecom è il più grande fornitore di telecomunicazioni nel territorio britannico d'oltremare di Gibilterra. La sua sede si trova a Gibilterra.

## Storia
I primi telefoni furono introdotti a Gibilterra nel 1886 da una compagnia privata che fu successivamente rilevata dalle autorità coloniali. Dal 1926 il servizio telefonico è gestito dal Comune. Dopo l'approvazione della Costituzione del 1969 e lo scioglimento del Consiglio comunale, il servizio telefonico fu trasferito al neo-costituito Governo di Gibilterra. Fino al 1990, tutti i servizi telefonici erano gestiti dal Dipartimento telefonico del governo di Gibilterra. Il 1º gennaio 1988, British Telecom (BT) e il governo di Gibilterra hanno formato una società di joint venture denominata Gibraltar Telecommunications International Ltd (nota con il suo marchio commerciale Gibtel) per gestire la rete internazionale di Gibilterra servizi di telecomunicazioni. A Gibtel è stata successivamente concessa una licenza per offrire la telefonia mobile con l'introduzione di una rete GSM900.
Nel 1990, il governo ha deciso di privatizzare il suo dipartimento telefonico e quindi ha stipulato una joint venture con Nynex degli Stati Uniti. Gibraltar Nynex Communications Ltd (GNC) diventa responsabile della telefonia di rete fissa. GNC è stata la prima acquisizione di Nynex al di fuori delle Americhe. Nel 1997 GNC, attraverso la sua consociata interamente controllata, GNC Networks, ha avviato i servizi Internet. GNC Networks è stato successivamente ribattezzato GibConnect. I servizi ADSL sono stati introdotti nel 2002.
Nel 2001, BT ha venduto la sua partecipazione del 50% di Gibtel a GNC. Entrambe le società si sono successivamente fuse per formare Gibtelecom, una joint venture tra il governo di Gibilterra e la società successore di Nynex, Verizon. Il nome Gibtelecom ha iniziato ad essere utilizzato nel luglio 2002 e dal 1º ottobre 2003; questo nome è stato formalmente adottato dalla società (che fino ad allora era ancora Gibraltar Nynex Communications). Nell'aprile 2007, Verizon ha venduto le sue azioni a Telekom Slovenije, l'operatore storico di telecomunicazioni parzialmente statale in Slovenia, quotato alla Borsa di Lubiana. Telekom Slovenije ha pagato €36,7 milioni per la partecipazione del 50% di Verizon in Gibtelecom.
Nel 2009, il governo di Gibilterra ha annunciato che potrebbe vendere la sua partecipazione in Gibtelecom. Tuttavia, a partire dall'agosto 2020, non è stata presa alcuna decisione.
La quota del 50% di Gibtelecom di proprietà di Telecom Slovenia nel 2015 è stata pagata dalla Gibraltar Savings Bank, che ora possiede il 100% delle azioni della società.

## Servizi
GibTelecom fornisce i seguenti servizi dalle seguenti reti a partire da gennaio 2020.

### Rete FTTP
L'azienda fornisce servizi telefonici e a banda larga ai clienti residenziali, manifatturieri pubblici e del settore commerciale che utilizzano questa rete.

### Rete wireless GSM 4G/5G
L'azienda fornisce servizi di telefonia mobile e banda larga mobile ai clienti del settore residenziale, della produzione pubblica e delle imprese che utilizzano questa rete.

### IT, dati e servizi di rete
L'azienda fornisce Web Hosting, Cloud Storage, Private Branch Exchange e Soluzioni di rete a clienti del settore pubblico e aziendale utilizzando i propri Data Center e Backhaul Ethernet Network.

### Pay TV
GibTelecom ha collaborato con Netgem TV in Francia nel 2018 per fornire una piattaforma IPTV OTT per fornire servizi di Pay TV ai clienti residenziali utilizzando un Netgem IPTV / OTT e un set top box DVB-T con 65 canali TV 7 Day Catch Up TV su canali selezionati con un UPnP Media Player e servizi OTT come Netflix, Rakuten TV, Amazon Prime Video, Deezer, Eros Now e Hopster TV.
Il Set Top Box può essere collegato ad un'antenna VHF / UHF per ricevere canali TV spagnoli e marocchini in chiaro accessibili a Gibilterra.
La Gibraltar Regulatory Authority (GRA) ha designato Gibtelecom come avente Significant Market Power (SMP) e pertanto ha imposto determinati obblighi a Gibtelecom, tra cui il controllo dei prezzi. Gibtelecom è stata anche obbligata a disaggregare la rete locale, sebbene nessuno degli altri fornitori di telecomunicazioni con sede a Gibilterra abbia chiesto di utilizzarla.